# Julian Ursyn Niemcewicz
Julian Ursyn Niemcewicz (Skoki, 1758. február 6. – Párizs, 1841. május 21.) lengyel tudós, költő és államférfi.

## Élete
A varsói katonaiskolában tanult, 1777-ben Czartoryski herceg adjutánsa lett, majd beutazta Franciaországot, Angliát és Olaszországot. Részt vett az 1794-iki zendülésben s Kościuszkóval együtt fogságba esett, melyből 1796-ban I. Pál cár kieresztette; ekkor Amerikába ment, ahol tíz évig tartózkodott. A bécsi kongresszus után 1828-ban az új lengyel királyság államtitkára lett, de az 1830-iki események ismét külföldre kényszerítették; előbb Londonba, majd Párizsba költözött, ahol haláláig maradt. A Les Champeaux temetőben nyugszik. Életrajzát Adam Czartoryski herceg írta meg (Párizs, 1860).

## Művei
- Historische Gesänge d. Polen (Varsó, 1816)
- Gesch. der Regierung König Siegmunds III. von Polen (uo. 1819)
- Sammlung von Memoiren zur alten polnischen Gesch. (uo. 1822)
- Levi u. Sara (Berlin, 1825)
- Johann von Tenczyn (Varsó, 1825)

### Hátrahagyott írásai
- Memoiren (Párizs, 1840)
- Notes sur ma captivité á St.-Pétersbourg (uo. 1843)